# アメリカひじき
『アメリカひじき』（あめりかひじき）は、野坂昭如の短編小説。野坂自身の戦後の焼跡闇市体験を題材にした作品である。少年時代に敗戦を経験した男が、妻がハワイ旅行中に知り合った初老のアメリカ人夫婦を自宅に招くことになり、敗戦直後の占領軍に対する一種のコンプレックスを呼び覚まされる物語。ひもじさで米軍捕虜の補給物資をくすねたブラックティー（紅茶の葉）を「アメリカのひじき」だと勘違いして食べた惨めで恥ずかしい思い出や、ポン引きまがいの闇市体験が、22年後の時点のアメリカ人への複雑な心理と重なる様を、独特の関西弁を生かした文体で描いている。『火垂るの墓』で死んでしまった清太の「戦後社会を生き抜いた場合のパラレルワールド」的その後にあたる。

## 発表経過
1967年（昭和42年）、雑誌『別冊文藝春秋』9月号（101号）に掲載され、同時期発表の『火垂るの墓』と共に翌春に第58回（昭和42年度下半期）直木賞を受賞した。単行本は両作併せて1968年（昭和43年）3月25日に文藝春秋より刊行された。文庫版は新潮文庫より刊行されている。翻訳版はアメリカ（英題：American Hijiki）をはじめ、各国で行われている。

## 構成・モデル
物語の構成は、戦後22年の時点に、敗戦直後の時代の回想をランダムな時系列で所々に入れ込み、過去と現在の主人公の複雑な心理を表現する流れとなっている。主人公の気持は、戦後22年を経た時点の作者・野坂昭如の意識と見合ったものだと尾崎秀樹は推測している。なお、回想部に登場するアメリカ兵やその他の人物などは、野坂の実際の体験と重なる部分も多く、ケニスという人物などは野坂が知り合った実在の人物であるという。

## 作品背景

### 時代と世代背景
『アメリカひじき』の書かれた1967年（昭和42年）は、戦後生まれが20代となっており、作中にあるように、その頃の若者は、野坂昭如のような戦争体験者とは違い、単純に憧れの目でアメリカを見ている者も増え、GHQの戦後教育が日本に浸透し始めた時代であり、「いいにつけ悪いにつけヒステリックな意味ででも死ぬというふうに自分をかりたてることを、ひじょうにうまく骨抜き」にされ、若者を「狂的になりにくくしている」と野坂は見ていた。
戦前の1930年（昭和5年）生まれの野坂は、1歳の時に満州事変、小学校入学時に盧溝橋事件が始まり、太平洋戦争は中学の時に終わった。尾崎秀樹はこの野坂の世代について、「戦争と戦後の陥没地帯」に少年時代を過ごし、「そのどちらにもついてゆけず、既成の権威や秩序が音をたててくずれるのを、その目で見、その肌で感じた世代」であるとし、「それまで支配的であった八紘一宇や一億玉砕が消えると、今度は民主主義や平和憲法が立ち現れ、この世代はその言葉のハンランのなかでとまどい、生き恥さらす」と説明しながら、「虚妄に発し、虚妄に回帰するようなむなしさが、この世代をとりまくまがまがしさの実態」だと考察している。
野坂は神戸大空襲で罹災し、養父母を失い浮浪児生活を送り、焼跡闇市派としての体験を味わったが、直木賞受賞に際して野坂は、「ぼくを規定すると、焼跡闇市逃亡派といった方がいいかも知れぬ。空襲をうけて肉親を、焼跡と、それにつづく混乱の中に失い、ぼくだけが生き残った。燃えさかる我家にむけて、たった一言、両親を呼んだだけで、ぼくは一目散に六甲山へ走り逃げ、このうしろめたさが今もある。（中略）自分に対する甘えかも知れぬが、やはりうしろめたい」と述べている。
また、それまで「鬼畜米英」と言っていた新聞が掌を返したようにGHQ寄りとなったため、すっかり落胆し、これが「原体験」に近いものとなったという野坂は、それから後は一切何も信じなくなり、自分自身さえうまく生きてゆけば他人を裏切ってもいいというような気持になったが、「戦争で（それまでの価値観が）全部ひっくりかえったところでも、大人のようにはなりきれなくて、やっぱりアメリカ人には強い憎しみをもっていた」とし、敗戦当時の時代の模様については次のように語っている。

### 野坂の反米と反戦のしがらみ
『アメリカひじき』は、アメリカに対する複雑な心理のアレルギーがモチーフとなって描かれているが、野坂はアメリカ兵について次のように述べている。
その一方、自分の本音の中には、「ガタガタいうならやってやるぜというような気持」と、「戦争はいやだ、グータラ、グータラやっていきたい」という気持が共存しているとし、次にように述べている。

## あらすじ
日頃不規則な仕事で家族サービスできない俊夫は、その埋め合せにこの春、妻・京子と3歳の息子・啓一にハワイ旅行させた。京子は旅行中、アメリカ人老夫婦と仲良くなり、帰国後も文通やプレゼント交換などをしていたが、そのヒギンズ夫妻が遊びにやって来ることとなった。22年前、戦争で父親が戦死し、病弱な母親と幼い妹を支え、中学修了後から働きはじめた俊夫は、戦後のどさくさの中で、MJB缶やハーシーのココア缶、チョコレートやチーズ、煙草などを持っているアメリカ兵と私娼の間でポン引きのようなこともしたことがあった。その品は三国人の喫茶店で現金と交換できたのだった。俊夫はアメリカ兵にお世辞や冗談を言って媚びていたようなことを、来日するヒギンズの東京案内でまたやらなければならないのかと思い、心が滅入り、敗戦直後の複雑な「日米親善」の思い出を回想する。
1945年（昭和20年）9月25日に初めてアメリカ軍が上陸し、ジープに乗ってきた大男の兵士がチューインガムを道にばら撒き、みんなで豆に群がる鳩のようにガムを拾った時、俊夫は近くで見たアメリカ兵の体格の逞しさに驚いた。その頃、新在家の焼跡の防空壕舎に母と妹と住んでいた俊夫は、8月15日の玉音放送後、夕暮れの空から落下傘が沢山降ってくるのを見た。それはアメリカ軍が脇浜にいる捕虜用に落とした物資だったが、多量のために日本兵によって各町内に秘密裡に分配されて食料品は貰えることになった。中身は、日用品の他、チョコレート、ガム、固パン、チーズ、豆の缶詰、ジャム、ベーコン、ハム、砂糖などがびっしり入っていた。町内の人々は溜息でそれを見た。
分配された宝物の中に、掌山盛りほどの黒いちぢれた糸くずのようなものがあったが、俊夫も母も何か見当がつかなかった。近所のおばはんに、「ひじきに似とるわ」と言われ、煮てみると水が赤茶に変った。「アメリカのひじきはアクが強いんやわ」と、俊夫の母は何回も水を替えて岩塩で味つけた。それはものすごい不味かったが、ひもじかったので捨てることもできなかった。3日後、兵隊から聞いてきた町会長が、アメリカひじきが「ブラックテー」（紅茶の葉）だと教えてくれた時には、町内のどの壕舎にも、アメリカひじきは残ってなかった。
そんな複雑なアメリカとの思い出のある俊夫は空港でヒギンズ夫妻を迎えた。絶対に英語で挨拶しないと思っていたが、向うが日本語でにこやかに挨拶すると、固い決心など崩れ去った。終戦後、進駐軍として半年間日本にいたことがあるというヒギンズに、豊かになって変った日本を誇りたいと思った俊夫は、銀座の店やコールガールや白黒ショーをサービスするが、ヒギンズは俊夫のどんな気遣いにも、たいした驚きや反応を見せず、悠然とした態度で図々しいそぶりだった。俊夫は次第にヒギンズに、昔の自分と進駐軍を重ね、いろいろと酷いことをされたのに、自分がアメリカ人にサービスしたくなるのは何故だろうかと考えを巡らす。
妻の京子も、せっかく用意したすき焼きの御馳走を、友人のところへ行くというヒギンズ夫妻にすっぽかされ、だんだんとこれまでのヒギンズ夫人への不満が爆発しはじめ、いくらこっちが一生懸命やっても、まるで感じないアメリカ人夫婦が、一体いつまで居るつもりなのかと苛立った。俊夫が、一月くらい居るかもと言うと、「そうしたら、はっきり言うわ、出ていってくれって」と京子は叫んだ。俊夫は、ヒギンズはやがて帰るだろうが、彼が帰っても、アメリカ人は自分の中にどっかと居座り続けるにちがいない、と思った。そして「俺の中の、俺のアメリカ人は折に触れ、俺の鼻面を引きずり回し、ギブミーチューインガム、キュウキュウと悲鳴をあげさせる、これは不治の病のめりけんアレルギーやろ」と考えながら、満腹の腹に松阪牛を押し込んで、あの「アメリカひじき」のごとくやけくそで食べ続けた。

## 登場人物
俊夫
36歳。TVCMフィルム制作のプロダクションを主宰。妻と一人息子と四谷に居住。1943年（昭和18年）に中学入学。22年前の敗戦時は14歳で、新在家の焼跡の防空壕舎に妹と母親と居た。1946年（昭和21年）夏の頃には「大阪のはずれ大宮町」に住み、戦死した父親の代りに、病身の母親と、女学校2年の幼い妹を養うために、中学4年修了後は靴下工場や乾電池工場などで働く。その後、中之島の記念写真屋と知り合って英会話を習い、GI（アメリカ兵）と私娼の間でポン引きのまねごとをして稼いだこともあった。『火垂るの墓』の清太に該当。
京子
24～26歳くらい。俊夫の妻。短大で英会話を習った。今春にハワイへ息子と旅行し、アメリカ人老夫婦・ヒギンズ夫妻と知り合い、帰国後も文通する。戦争中は母親の背中におぶさった幼児だった。すいとんを食べた経験がある。
啓一
3歳。俊夫と京子の一人息子。7月生まれ。ヒギンズ夫妻から誕生日プレゼントとしてチョコレートをアメリカから贈られる。近頃、テレビの歌をすぐ覚えて、「困っちゃうな」などと思い入れたっぷりに真似て唄う。
ヒギンズ
62、3歳。イギリス系アメリカ人。国務省を退いて恩給暮し。妻と世界旅行をしている金持ちのいい身分。三人の娘はそれぞれ嫁いでいる。戦時中、ミシガン大学日本語学校にいて、1946年（昭和21年）には進駐軍として約半年間、新聞関係の仕事で来日していた。そのためか日本に知り合いが沢山いて、俊夫宅に滞在中、プレスクラブ、CBS、大使館によく行く。ウィスキーをストレートで、ぐいぐい飲んでも平然とし、二日酔いもしない。女好きで付き合う女の猥褻写真を撮る趣味がある。クラブで飲んでいる時、デンタルフロスを使い、平気で歯くそを弾き飛ばす。悠然と俊夫におごらせ、何となく図々しいそぶり。
ヒギンズ夫人
ヒギンズの妻。老婆のものとは思えない色鮮やかなパンティーを何十枚も旅行鞄に持参する。啓一に英語の発音を教え込もうとする。京子が一生懸命に観光説明しても、英語のガイドブックばかり見る。ケチで買物も安いものばかり選び、啓一に買ってくれる玩具も、夜店で売っているような三流品だけ。そのくせ母親の京子をさしおいて啓一を怒ったり、図々しい。俊夫の家の冷蔵庫を小姑のように覗く。湯船をバスのように使い、自分が使った後、お湯を全部流してしまう。
業者
コールガールの手配業者。俊夫に依頼され、女二人を連れて、巣鴨のホテルで待ち合わせ。白黒ショーも斡旋し、ショーの前説をする。
洋パン上り
32歳。コールガール。元立川基地にいた洋パン上り。顎の張ったきつい顔。未亡人。俊夫の相手をする。テクニックはただひたすら自分の満足のためのもの。外人仕込みで至るところに唇をつけ、爪を立て、キスマークをつけようとする。
みゆき
若いコールガール。ファッションモデルとしても通用しそうな痩せ形の美人。ヒギンズの相手をする。
クロ（吉ちゃん）
30代半ば。俊夫と同年輩。白黒ショーの男。小柄。かつて浅草で鳴らした男で、近頃カムバック。逸物がまことに立派で、黒くとぐろを巻いて風雲を待ちのぞむ風格。しかしヒギンズの前のせいか、不能となってショーは失敗し、俊夫とヒギンズに謝る。業者から「吉ちゃん」と呼ばれている。
シロ
25、6歳。白黒ショーの女。クロが不能に陥ったことが分ると、立場をかえてクロの逸物を口に含みフェラチオを開始する。
その他の人々
銀座のクラブのマネージャーとホステス。俊夫の会社の若い社員たちなど。
〈俊夫の回想部の登場人物〉
俊夫の母
神経痛と喘息の持病があり病身。夫は戦死。疎開しておいた晴着と交換に近所の大工に作らせた白木の仏壇に夫の遺影を飾る。俊夫が配給でもらってきたチューインガムや、くすねてきたアメリカ軍が捕虜用に落下傘で落とした食料から、固パンと煙草を夫の遺影に供える。その後、戦災がもとで衰弱死。『火垂るの墓』の清太の母親に該当。
俊夫の妹
昭和21年当時、女学校2年。出べそ。大宮町の配給所に兄と一緒に並んで、アメリカの給与物資のチューインガム7日分を米の替わりに配給されると、幼い妹は歓声を上げる。甘さが消えると次々と新しい一枚を口にほうり込み、ガムをあんパンか大福まんじゅうでも頬張るようにして、「これ、出さなあかんねんやろ」と兄に訊く。家族はしばらくそれで空腹を誤魔化したが、何の腹のたしにもならず、結局はガムを闇市で金に替え、とうもろこしの粉を買った。『火垂るの墓』の節子に該当。
その他の人々
女を求めるアメリカ兵。アメリカ兵と付き合う女。俊夫のかつての級友。中之島公園で喫茶店をやっている三国人。心斎橋の肉屋の息子でかつての同級生。ケニスというテキサス出身の21歳のアメリカ兵。神戸港の船待ちで俊夫の家に20日間泊った日本兵。小野浜の高射砲の防壁つくりの小隊長。ジープで来てガムをばら撒くアメリカ兵。

## 直木賞の選評
『火垂るの墓』と一緒に受賞し、審査員の評価は総じて高いもので、反対派はいなかった。
海音寺潮五郎は、「大坂ことばの長所を利用しての冗舌は、縦横無尽のようでいながら、無駄なおしゃべりは少しもない。十分な計算がある。見事というほかはない」と評し、「前者（アメリカひじき）に使われている材料はぼくの好みではないが、描写に少しもいやしさがなく、突飛な効果が笑いをさそう。感心した」と述べている。
川口松太郎は、「直木賞作家の本命とはいい難く、君の技量は逆手だ。文章のアヤの面白さに興味があって事件人物の描写説得は二の次になっている」とし、「野坂君が独特の文体の上に、豊かな内容をもり込む作家になってくれたらそれこそ鬼に金棒だ」と助言をしている。
大佛次郎は、「この装飾の多い文体で、裸の現実を襞深くつつんで、むごたらしさや、いやらしいものから決して目を背向けていない」と述べ、「作りごとでない力が、底に横たわって手強い。この作家の将来が楽しみである」と評している。石坂洋次郎は、「こう短くきれぎれに書かないで、この題材で長篇を書かれたら――と残念に思った」、「ともかく多才の人であり、底に手ごたえのあるものを感じさせる作家だ」と評している。
中山義秀は、「文芸作品はつねに時代を、最も敏感に反映する、とされているとおり、（中略）異色ある文体に、シニカルな老練さを味わった」と評している。村上元三は、「『火垂るの墓』よりも、『アメリカひじき』のほうがわたしには面白かった。はじめは取っつきにくく、気障なとまで思った文章も、こうなると芸のうちであろう」と評価している。

## 作品評価・解釈
『アメリカひじき』は、野坂自身のアメリカへの複雑な思いを描いている作品であり、直木賞を同時に受賞した『火垂るの墓』は、家族の中で一人だけ戦後に生き残ったということの贖罪やうしろめたさや、妹への鎮魂が執筆動機となっており、共に戦争体験がモチーフとなっている作品である。
しかし野坂には、そういった敗戦体験に対するうしろめたさや怯えを定式化しようとする意思はなく、「概念化することでなく、そのもの自体をそれとして描き、発見することにつとめている」と、尾崎秀樹は述べ、野坂独特の劇作的な文体も饒舌的な語り口も、「ふかく彼の体質にまつわるものだ」とし、以下のように解説している。

## 映画化
1970年、『喜劇 頑張れ!日本男児』として映画化された。監督:石田勝心、主演:藤岡琢也、東宝製作。

## ラジオドラマ化
- 文芸劇場『アメリカひじき』（ラジオ第一・NHK大阪）
  - 1972年（昭和47年）7月27日 土曜日 21:05
  - 脚本：能勢紘也。
  - 出演：端田宏三、島村昌子
  - 再放送は同年7月30日（日）の17:05からと、1984年（昭和59年）10月28日にラジオ第二で行われた。

## おもな刊行本
- 『アメリカひじき・火垂るの墓』（文藝春秋、1968年3月25日）
  - 装幀：永田力。帯文：大佛次郎。
  - 収録作品：火垂るの墓、アメリカひじき、焼土層、死児を育てる、ラ・クンパルシータ、プアボーイ
- 文庫版『アメリカひじき・火垂るの墓』（新潮文庫、1972年1月30日。改版2003年）
  - カバー装画：近藤喜文、山本二三、保田道世。付録・解説：尾崎秀樹。
  - 収録作品：火垂るの墓、アメリカひじき、焼土層、死児を育てる、ラ・クンパルシータ、プアボーイ